# Stadionul Areni
Stadionul Areni – wielofunkcyjny stadion w Suczawie, w Rumunii. Został otwarty w 1963 roku. Może pomieścić 12 500 widzów. Swoje spotkania rozgrywają na nim piłkarze klubu Foresta Suczawa.